# Lincoln Ellsworth
Lincoln Ellsworth (12. května 1880 Chicago, Illinois – 26. května 1951 New York) byl americký podnikatel, letec a polární badatel. Věnoval se leteckému výzkumu Arktidy i Antarktidy. Výzkumy prováděl letadly nebo byl účastníkem expedic vykonaných vzducholodí. Svými lety přispěl podstatně k poznání Antarktidy, byl vyznamenán medailemi několika zeměpisných společností. Jeho jméno nese Ellsworthova země a Ellsworthovo pohoří v Antarktidě a také Ellsworthova letecká základna v Jižní Dakotě.

## Výzkum v Arktidě
V roce 1925 se poprvé pokusil s dvěma letadly Dornier Wal dosáhnout severního pólu společně s Amundsenem, museli však nouzově přistát a vrátit se na Špicberky. V roce 1926 se účastnil polární expedice Amundsen - Ellsworth - Nobile na vzducholodi "Norge", při níž přeletěli severní pól ze Špicberk na Aljašku. V roce 1931 byl kartografem při expedici na německé vzducholodi "Graf Zeppelin", která z Archangelska prováděla letecký průzkum země Františka Josefa a Severní země.

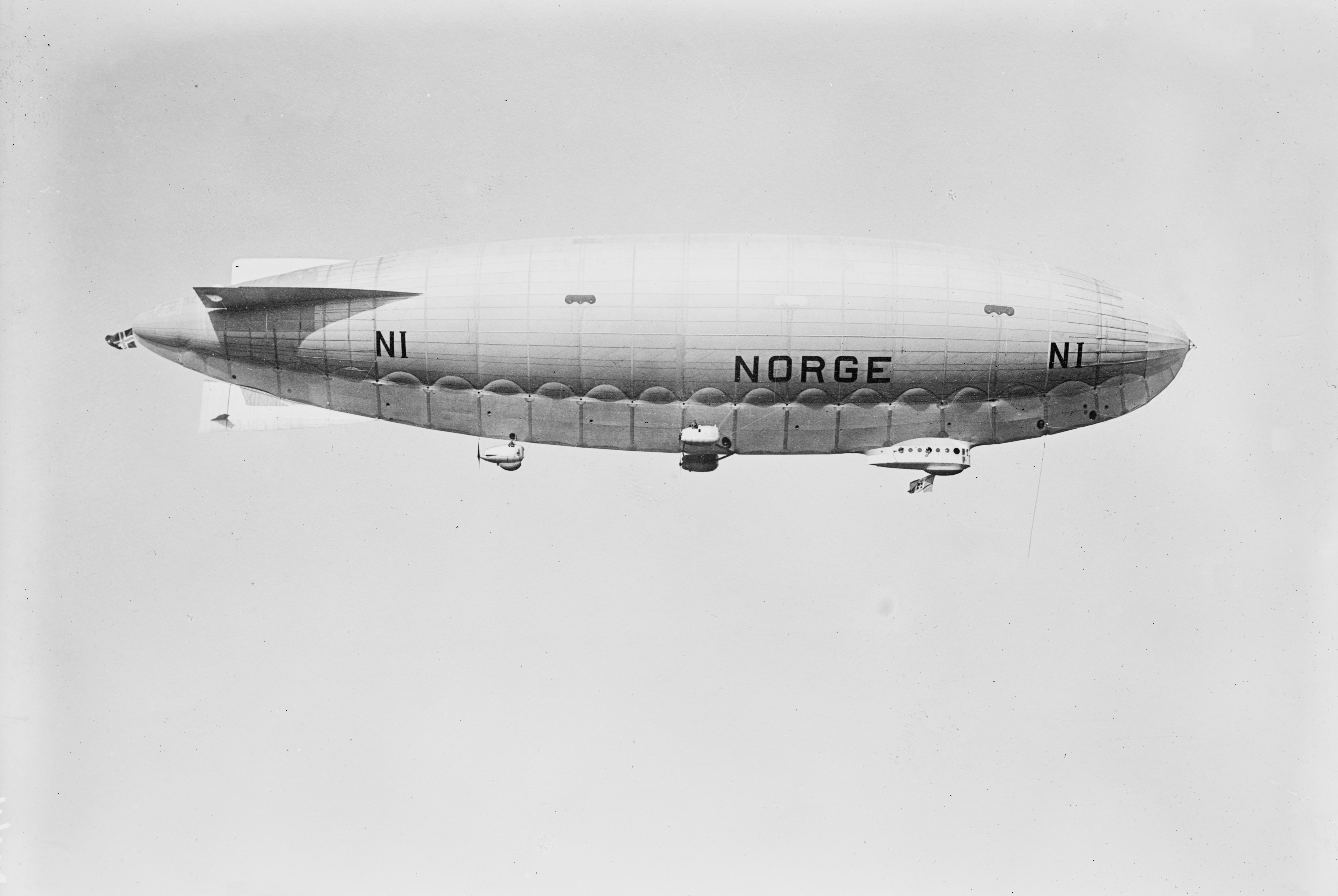
Vzducholoď Norge, s níž Ellsworth přeletěl severní pól

## Výzkum v Antarktidě
Od roku 1933 se věnoval leteckému výzkumu Antarktidy. V letech 1933–1934 a 1934–1935 se dvakrát pokusil přeletět Antarktidu, avšak poškození letadla a nepříznivé počasí mu v tom zabránily. Teprve na konci roku 1935 se mu podařilo vykonat společně s pilotem Hollick-Kenyonem první přelet z ostrova Dundee ve Weddellově moři do stanice Little America ve Velrybí zátoce v Rossově moři. Pro mlhu museli pětkrát přistát a pro nedostatek paliva nedoletěli až k samému cíli, nýbrž několik kilometrů před ním přistáli a zbytek došli pěšky. Při letu byla objevena země, která dnes nese název Ellsworthova země a plošina Hollick-Kenyona, a také bylo poprvé spatřeno neznámé území západní Antarktidy. V letech 1938–1939 podnikl svou čtvrtou výpravu do oblasti Enderbyho země, avšak uskutečnil jen jediný let do vnitrozemí, při němž objevil Americké pohoří[zdroj⁠?!].

## Dílo
- L. Ellsworth, R. Amundsen, Our Polar Flight. New York : 1925.
- L. Ellsworth, R. Amundsen, First Crossing of the Polar Sea. New York : 1927.
- L. Ellsworth, Beyond Horizons. New York : 1936.